# یوهان برانستروم
 یوهان برانستروم (انگلیسی: Johan Brunström؛ زادهٔ ۳ مارس ۱۹۸۰) یک تنیس‌باز اهل سوئد است. 